# قشلاق إيمان قويي محمد جليلي
قشلاق إيمان‌ قويي محمد جليلي هي قرية في مقاطعة بارس أباد، إيران. عدد سكان هذه القرية هو 302 في سنة 2006.